# Ross 154
Ross 154 este o stea din constelația Săgetătorul. Este una dintre cele mai apropiate stele de Pământ, aflându-se la 9,69 ± 0,06 ani-lumină. Magnitudine aparentă este de 10,44, făcând-o mult prea slabă pentru a fi văzută cu ochiul liber. La nivelul minim, observarea stelei Ross 154 necesită un telescop cu o deschidere de 6,5 cm (3 in) în condiții ideale.